# Isdromas varipes
Isdromas varipes là một loài tò vò trong họ Ichneumonidae.